# Bazar'yanka
Bazar'yanka  (ucraniano: Базар'янка) es una localidad del Raión de Bilhorod-Dnistrovskyi en el Óblast de Odesa de Ucrania. Según el censo de 2001, tiene una población de 1153 habitantes.